# Heath Ledger
Heath Andrew Ledger (Perth, 4. travnja 1979. - New York, 22. siječnja 2008.) bio je australski glumac. Glumio je u brojnim filmovima, hvaljenim kako od kritike, tako i od publike, uključujući Planinu Brokeback, Monster's Ball i Nema me, a prije smrti dovršio je i snimanje uloge ikoničnog negativca Jokera u filmu o Batmanu, Vitez tame. Nakon prekida trogodišnje veze s glumicom Michelle Williams nije počinio samoubojstvo, već je umro od slučajnog predoziranja lijekovima.
Za ulogu u filmu Vitez tame postumno je dobio Oscara za najboljeg sporednog glumca, Zlatni globus za najboljeg sporednog glumca, nagradu BAFTA-e i mnoge druge nagrade.

## Filmografija
- Clowning Around (1992.)
- Blackrock (1997.)
- Šapice (1997.)
- Iz ruke u ruku (1999.)
- 10 razloga zašto te mrzim (1999.)
- Patriot (2000.)
- Monster's Ball (2001.)
- Priča o vitezu (2001.)
- Četiri pera (2002.)
- Red (2003.)
- Ned Kelly (2003.)
- Braća Grimm (2005.)
- Gospodari Dogtowna (2005.)
- Casanova (2005.)
- Planina Brokeback (2005.)
- Candy (2006.)
- Nema me (2007.)
- Vitez tame (2008.)
- Imaginarij Dr. Parnassusa (2009.)

## Vanjske poveznice
- Heath Ledger u internetskoj bazi filmova IMDb-u (engl.)